# Mesoleptus commixtus
Mesoleptus commixtus là một loài tò vò trong họ Ichneumonidae.